# Silver Tree Top School for Boys
Silver Tree Top School for Boys è un brano musicale scritto dall'artista inglese David Bowie, pubblicato il 15 settembre 1967 come 45 giri dal gruppo The Slender Plenty e nel dicembre dello stesso anno dalla band scozzese The Beatstalkers.

## Tracce
1. Silver Tree Top School for Boys (David Bowie) - 2:19
2. I've Lost a Friend and Found a Lover (C. Charles, R. Bardwell) - 3:01

## Formazione
- Bob Bardwell - voce
- Colin Charles - chitarra
- Peter Burford - basso
- Barry Digby - batteria
- Barry Parfit - tastiere

## Il brano
Silver Tree Top School for Boys, che riprende le atmosfere nostalgiche dell'album d'esordio di Bowie, fu ispirata da un servizio giornalistico letto dal cantante che trattava di uno scandalo di droga scoppiato nel West Sussex tra gli studenti del Lancing College. Nel brano, le memorie piuttosto tradizionali di un ragazzo che descrive i suoi giorni di scuola lasciano il posto ad un'immagine di armonia cross-generazionale allo stesso tempo paradisiaca e inquietante, nel momento in cui compare "un migliaio di ragazzi e insegnanti" seduti sul campo da cricket:
Bowie registrò un demo con i Riot Squad nella primavera del 1967 e il 22 maggio il manager Kenneth Pitt lo inviò al produttore americano Steve Rowland. Il demo non venne preso in considerazione ma quello stesso anno la canzone fu incisa dal gruppo The Slender Plenty e pubblicata su 45 giri il 15 settembre.

## Versione dei Beatstalkers
Appena tre mesi dopo la versione degli Slender Plenty il brano venne pubblicato da The Beatstalkers, un gruppo di Glasgow di cui lo stesso Pitt era manager e che in seguito avrebbe eseguito cover di altri due brani di Bowie, When I'm Five e l'inedita Everything Is You.

### Tracce
1. Silver Tree Top School for Boys (David Bowie) - 2:11
2. Sugar Chocolate Machine - 2:19

### Formazione
- Dave Lennox - voce
- Eddie Campbell - chitarra
- Ronnie Smith - chitarra ritmica
- Alan Mair - basso
- Jeff Allen - batteria